# Gerald M. Edelman
Gerald Maurice Edelman (Nueva York, 1 de julio de 1929 - San Diego, California, 17 de mayo de 2014) fue un médico y físico-químico estadounidense que obtuvo el Premio Nobel de Fisiología o Medicina en 1972 junto con Rodney Porter por sus trabajos sobre la estructura química de los anticuerpos.

## Trayectoria
A principios de los años 1960 se produce el principal avance en este sentido, con el descubrimiento por Gerald M. Edelman y Joseph Gally de la cadena ligera de los anticuerpos y la comprensión de que esta era idéntica a la proteína de Bence Jones. Edelman continuó con el descubrimiento de que los anticuerpos estaban compuestos por cadenas ligeras y pesadas unidas por enlaces disulfuro.
Por las mismas fechas, Rodney Porter caracterizó las regiones de unión del anticuerpo (Fab) y la cola del anticuerpo (Fc) en el tipo IgG. Conjuntamente, estos científicos dedujeron la estructura y la secuencia completa de aminoácidos de la IgG, por lo cual recibieron ex aequo el Premio Nobel de Fisiología o Medicina en 1972.
Edelman tenía especial relevancia en el estudio de la conciencia. Sus tesis pretenden ofrecer un estudio completo de la conciencia dentro de una visión biológica general. A este respecto, Edelman distinguía dos tipos de conciencia: conciencia primaria y conciencia de orden superior.
En su obra "Darwinismo neural" propone la teoría de la "selección de grupos neuronales", que consta de tres partes:
1. La conectividad anatómica en el cerebro se produce a través de procesos mecanoquímicos selectivos que se producen de manera epigenética durante el desarrollo. Esto crea un repertorio primario variado por reproducción diferencial.
2. Una vez se ha establecido anatómicamente la diversidad estructural, durante la experiencia de comportamiento postnatal se produce un segundo proceso selectivo a través de modificaciones epigenéticas bajo la presión de conexiones sinápticas entre grupos neuronales. Esto crea un repertorio secundario variado por amplificación diferencial.
3. La señal de reentrada entre grupos neuronales permite la continuidad espacio-temporal de respuesta a las interacciones del mundo real.

## Vida
Gerald M. Edelman nació el 1 de julio de 1929. Su padre era médico y su madre o era ama de casa o trabajó en el ramo asegurador. Gerald M. Edelman primero quería ser violinista profesional pero luego decidió dedicarse a las ciencias naturales. Fue a escuelas públicas en la Ciudad de Nueva York. A continuación estudió Química en el Ursinus College en Collegeville, Pensilvania. En 1950 obtuvo un bachiller en Química. A continuación estudió Medicina en la Universidad de Pensilvania. Se graduó con el título Doctor en Medicina en 1954.
En 1950 Gerald M. Edelman se había casado. Fue padre de dos hijos y una hija.
De 1955 a 1957 fue miembro del ejército estadounidense, trabajando como médico en un hospital militar como parte de su servicio militar obligatorio. Cuando dejó el ejército, Edelman regresó a la Ciudad de Nueva York para doctorarse en Bioquímica e Inmunología en el Instituto Rockefeller, ahora la Universidad Rockefeller. En esta universidad y supervisado por Henry Kunkel, Edelman empezó investigaciones en inmunología que luego conducirían a su Premio Nobel. Para su doctorado investigó métodos para partir anticuerpos y recibió el grado académico en 1960.
Tras doctorarse, Edelman quedó en la Universidad Rockefeller y en 1966 se convirtió en profesor titular (full professor). Pudo continuar sus investigaciones en su propio laboratorio. En 1969 Edelman y su equipo de investigadores en la Universidad Rockefeller pudieron crear un modelo químico de un anticuerpo de un mieloma, compuesto por más de 1 300 aminoácidos. Junto con Rodney R. Porter, quien con su equipo investigó el mismo tema independientemente, en 1972 Edelman recibió el Premio Nobel de Fisiología o Medicina. Sus investigaciones contribuyen a muchos tratamientos médicos, entre otros para evitar el rechazo de órganos trasplantados.
Edelman y su equipo de investigadores también contribuyeron a una teoría según la cual cada sistema inmunitario contiene muchos diferentes tipos de anticuerpos y que cuando el cuerpo descubre un antígeno, los anticuerpos que lo combaten se seleccionan mediante un proceso análogo al principio de la selección natural de Charles Darwin.
En 1975 Edelman descubrió las moléculas de adhesión celular que enlazan las células para formar tejidos, específicamente Edelman se ocupó de las moléculas de adhesión celular en las neuronas para formar el cerebro. Luego Edelman expandió ese concepto para desarrollar la teoría del darwinismo neural. La presentó en un libro de 1987. Propuso que las neuronas desarrollan su red neuronal individual mediante un proceso de selección natural. Esta teoría no es aceptado por muchos neurólogos y también otras teorías suyas están controvertidas.
Argumentó que el sistema nervioso y el cerebro experimentan un cambio constante y que el sistema nervioso humano no es fijo.
En 1981 creó el Instituto de Neurociencia (Neurosciences Institute) en la Universidad Rockefeller. En 1993 el instituto se reubicó a La Jolla, California, bajo el nombre de The Scripps Research Institute, donde Edelman continuó sus investigaciones en neurología.
Edelman escribió varios libros y hasta 2006 había publicado más de quinientos artículos científicos. Era jefe del Instituto de Neurociencia, presidente y profesor de Neurobiología en The Scripps Research Institute y tenía otros puestos relacionados con las neurociencias. A pesar de que sus teorías están controvertidas, recibió muchos premios.

## Obras
- Neural Darwinism: The Theory of Neuronal Group Selection (Basic Books, New York 1987). ISBN 0-19-286089-5
- Topobiology: An Introduction to Molecular Embryology (Basic Books, 1988, Reissue edition 1993) ISBN 0-465-08653-5
- The Remembered Present: A Biological Theory of Consciousness (Basic Books, New York 1990). ISBN 0-465-06910-X
- Bright Air, Brilliant Fire: On the Matter of the Mind (Basic Books, 1992, Reprint edition 1993). ISBN 0-465-00764-3
- (con Giulio Tononi) A Universe of Consciousness: How Matter Becomes Imagination (Basic Books, 2000). ISBN 0-465-01377-5
- Wider than the Sky: The Phenomenal Gift of Consciousness (Yale Univ. Press 2004) ISBN 0-300-10229-1
- Second Nature: Brain Science and Human Knowledge (Yale University Press 2006) ISBN 0-300-12039-7

### Traducidas al español
- Edelman, Gerald M.; Tononi, Giulio (2002). El universo de la conciencia: cómo la materia se convierte en imaginación. Editorial Crítica. ISBN 978-84-8432-374-7.